# Fundació Busquets
La Fundació Busquets de Sant Vicenç de Paül, o simplement coneguda com a Fundació Busquets, és un Centre Residencial d'Acció Educativa que es troba al
C/ Doctor Cabanes, 27 - Baixos sota el codi postal 08221 a la ciutat de Terrassa (Districte 1), Barcelona, dedicada a l'atenció i acompanyament de menors, adults i famílies en situació de vulnerabilitat i que va fundar-se en l'any 1903.
Es tracta d'una entitat vinculada a la Companya de les Filles de la Caritat, la qual s'ha encarregat de l'obra i actualment segueix treballant en conjunt de professionals i voluntaris que tenen la voluntat d'ajudar a les persones més fràgils.
Va ser creada a inicis del segle XX per tal d'atendre menors, adults, i famílies en risc d'exclusió social, que dedica el seu temps a atendre les necessitats d'aquelles persones que ho necessiten tant de manera educativa com assistencial i així també intentar promoure el sentiment d'empatia i solidaritat entre iguals.
Es tracta d'una de les fundacions privades més antigues de Catalunya i va ser fundada gràcies a Salvador Busquets i Soler (1839 - 1901), qui va deixar part de la seva herència per a crear aquest organisme d'acollida que en un principi havia de ser únicament per als fills dels obrers però que s'ha anat adaptant a les situacions i necessitats de la ciutat i ara presta serveis, tal com hem esmentat abans, a tots aquells que ho necessiten. El seu objectiu: la creació d'una societat més solidària.

## La fundació

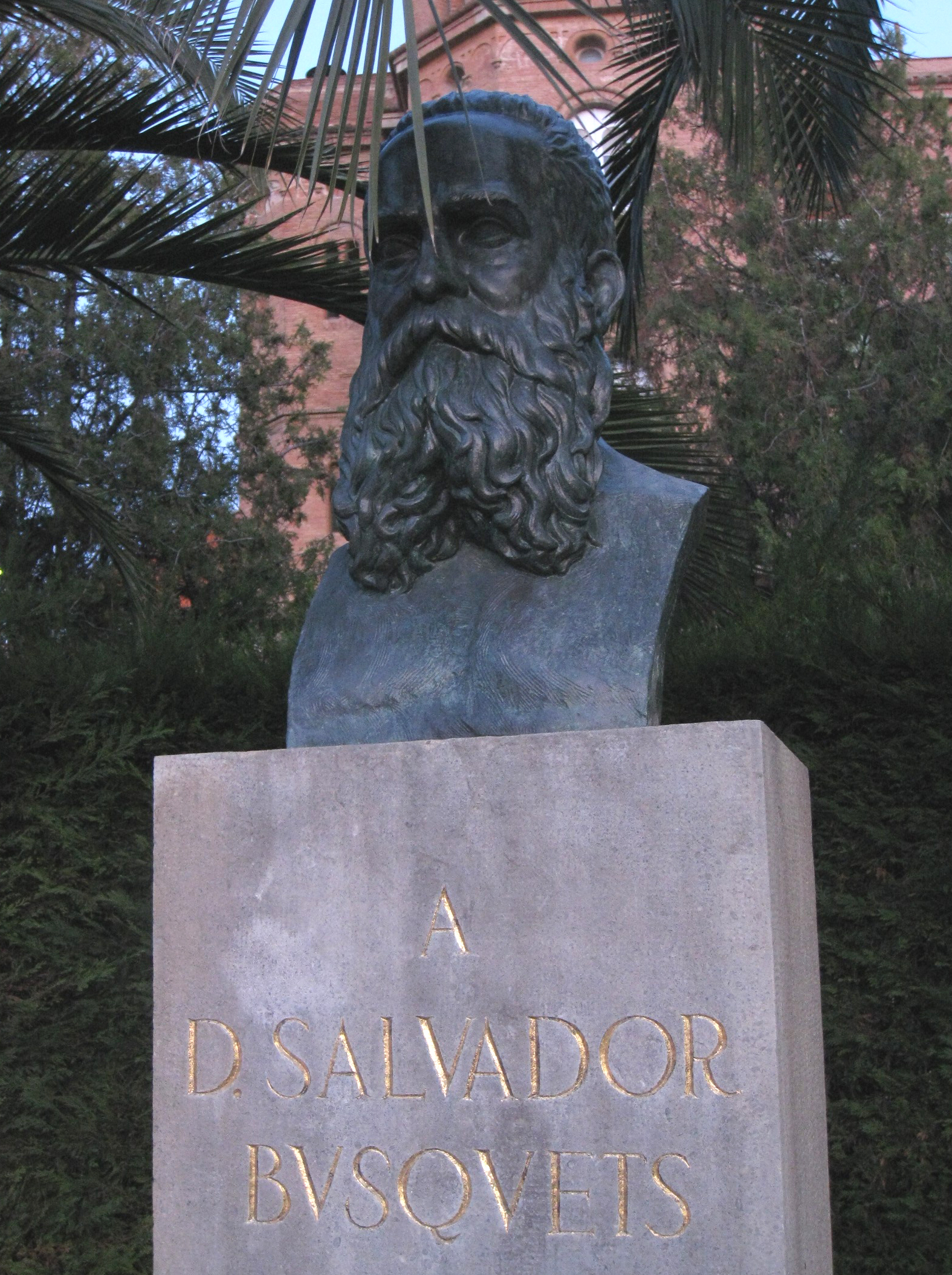
Bust de Salvador Busquets, fundador de l'entitat, al pati de la Fundació

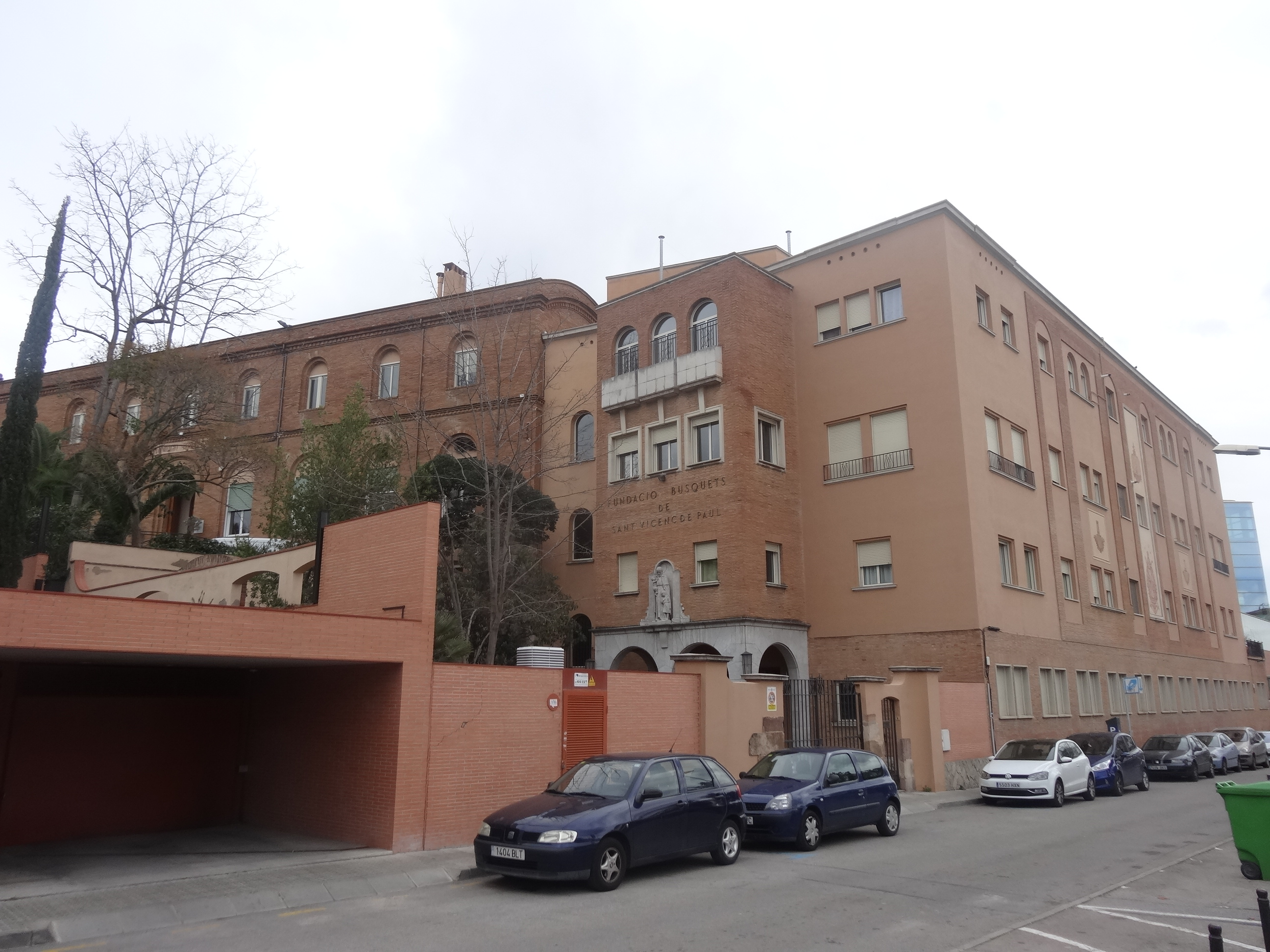
Façana del carrer de Vinyals

L'Asil Busquets fou fundat per l'empresari, polític i reformador social terrassenc Salvador Busquets i Soler (1839-1901). Aquest home, observa que una de les necessitats que hi havia, era l'atenció d'infants dels obrers, i crea aquesta fundació amb la intenció d'ajudar el que en un principi s'anomenava Asil Busquets. En l'any 2014, la fundació va rebre la creu de Sant Jordi en reconeixement de la tasca social que duen a terme. que a la seva mort va deixar una part de l'herència perquè es creés un centre on s'hi poguessin acollir els infants de les dones treballadores durant la jornada laboral.
El primer asil es va instal·lar, l'1 de gener del 1903, al número 13 del carrer de l'Església, lloc del convent de les Germanes Carmelites de la Caritat, i passen a fer-se'n càrrec les Filles de la Caritat de Sant Vicenç de Paül, companyia religiosa femenina que continua encarregant-se'n fins als nostres dies. L'octubre del 1906 es van adquirir els terrenys on hi ha l'asil actualment i el 24 d'abril del 1908 es va inaugurar el nou edifici. El 1951 l'asil es converteix en Fundació.
Des dels seus orígens acollint infants i oferint residència i menjador popular per a les dones obreres, actualment és un centre col·laborador de la Direcció General d'Atenció al Menor de la Generalitat_de_Catalunya que s'encarrega de l'educació integral dels 35 menors, tant nens com nenes, que té al seu càrrec.
Com a obres socials, ofereix serveis d'acollida, de dutxes i de rober, té un magatzem d'aliments i dues llars compartides.
És una organització privada tot i que l'ajuntament contribueix, i el bisbat de terrassa té presència en el patronat. Aquest centre disposa d'un menjador amb capacitat de 60 persones de pisos per joves i adults,i una residència per a nens de 3 i 18 amb l'objectiu d'acompanyar-los en el seu ensenyament Salvador Busquets deixa en el seu testament que el seu últim desig és que les filles de la caritat s'encarreguin de cuidar aquesta institució. Aquest centre com ja hem dit abans aquest centre actua en diversos programes que a continuació esmentem:
- CRAE (Centre Residencial D'acció Educativa) Centre d'atenció per infants i adolescents, la Fundació Busquets disposa de 4 llars amb capacitat de viure 35 menors. L'objectiu principal és donar una educació i salut física i psíquica.
- Programa d'atenció a famílies: Aquest programa s'encarrega de distribuir menjar i roba a famílies en una situació econòmica precària o situació de risc
- Programa Sense Llar: Dedicar donar serveis d'acollida com per exemple menjar, productes d'higiene i fins i tot acolliment temporal.

## Serveis i funcionament de la fundació
La Fundació Busquets ofereix diferents serveis: el servei del menjador social. En aquest menjador hi accedeixen persones enviades pels mateixos serveis socials, encarregats de fer-ne prèviament un seguiment. Els serveis socials informen la Fundació sobre quina és la situació actual i econòmica de cadascuna d'aquestes persones. Així mateix, gaudeixen conjuntament amb la prestació d'instal·lacions com les dutxes, accés a internet i canvi de roba. També s'ofereix des d'acompanyaments de metges, assessorament amb cartes que els puguin arribar amb l'objectiu de poder conviure en pisos que tenen fora de la fundació. Un altre servei és el banc d'aliments i el rober.
El CRAE és un Centre Residencial d'Acció Educativa, que des de la direcció general d'administració, té la tutela d'aquests nens que han de ser separats del seu nucli familiar, i, que van a parar a la fundació per residir-hi durant un període llarg.Aquest nen tenen a la seva disposició el servei de L'EIA (Equip d'Atenció a la Infància i l'Adolescència) un equip encarregat a preparar visites amb les seves famílies .
En la fundació treballen 20 educadors socials, dos educadors per pis .
Des de la fundació conjuntament amb el serveis socials, disposen de l'ajuda de la creació de les famílies acollidores, són famílies que hi han passat per entrevistes i cursos per poder ser una família d'acollida durant un temps,amb l'objectiu de ser un àmbit estable pels nens.
Un cop aquests nens compleixen els 18 anys sorgeix un altre servei que consisteix en donar-los un pis però han de complir amb uns requisits que són: estudiar i treballar i han de complir unes certes normes si no perden el pis.
Així mateix tenen una residència per estudiants que venen de fora o a fer algun tipus de suplència en alguna escola. És una residència amb un cost molt baix on dormen i tenen un menjador comú

## L'edifici
És una construcció historicista de l'arquitecte Lluís Muncunill inaugurada el 1908, formada per dos cossos principals de planta rectangular. Consta de planta semisoterrani, planta baixa i pis en total te 4 pisos. La coberta és a la catalana. La façana principal està orientada al nord i presenta una distribució simètrica i centrada per un portal d'accés d'arc de mig punt amb guardapols. Presenta dues files de finestres amb arcs de mig punt i una arquivolta. La cornisa i la línia de delimitació dels dos pisos s'ornamenten amb línies d'Imposta i dentellons.
L'edifici sencer és vestit amb maó vist, llis i senzill, sense elements ornamentals superposats. La façana lateral és més senzilla però segueix el mateix patró que la principal, dominant aquí la Testera del cos principal, que acaba amb una cornisa circular.